# Dianin chrám (Lednicko-valtický areál)
Dianin chrám (též Rendez-vous či Rendezvous) je jeden ze saletů a zároveň loveckých zámečků na území Lednicko-valtického areálu. Nachází se nedaleko Valtic u rybníka Rendezvous v prostoru národní přírodní památky Rendez-vous. Je chráněn jako kulturní památka České republiky.

## Historie
Klasicistní zámeček nechal v roce 1812 postavit Jan I. z Lichtenštejna. Autorem návrhu byl Josef Hardtmuth, stavbu provedl architekt Josef Kornhäusel. Později prošel celý objekt empírovou přestavbou. Od prosince 1996 je stejně jako zbytek Lednicko-valtického areálu zapsán na Seznamu světového kulturního dědictví UNESCO.

## Popis

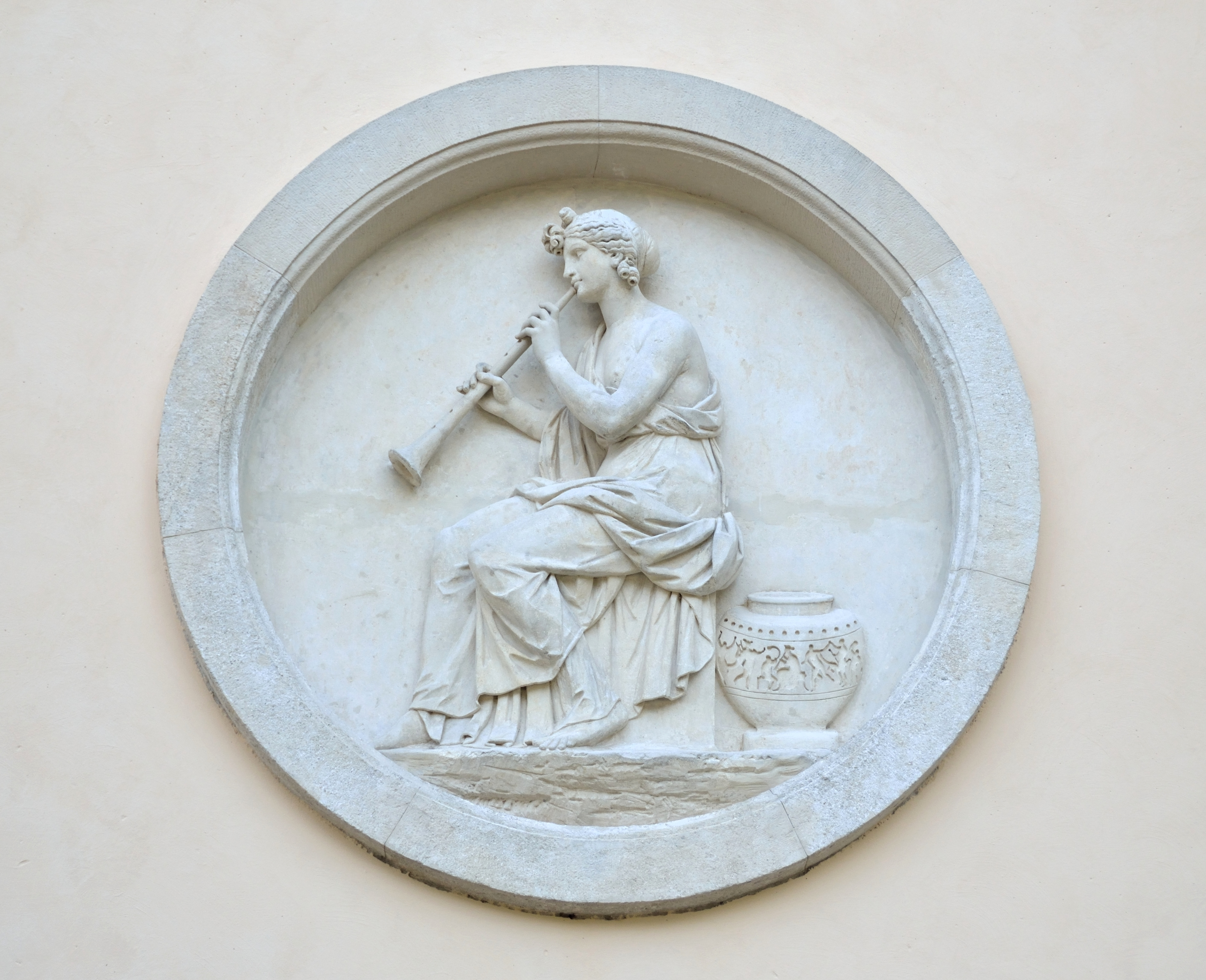
Medailon s reliéfem

Zámeček dostal podobu římského vítězného oblouku. Hlavní fasády člení čtveřice korintských sloupů, které drží atikové patro. Po stránce architektoniky jsou až po korunní římsu obě fasády stejné. Na severní straně je patro děleno dvojicemi oken, na jižní trojicí reliéfů. Fasády kromě toho zdobí vždy dvojice čtvercových reliéfů a dvojice rondelů. Výzdoby pak dotváří alegorické sochy a reliéfy s legendou o bohyni Dianě (Artemis). Autorem těchto soch je Josef Klieber (1773–1850). Boční fasády zůstaly nezdobené. Vnitřní stranu oblouku zdobí 81 kazet se zapuštěným orámováním a uprostřed zasazenou růžicí.
Interiér stavby je pak rozdělen do čtyř pater, přičemž první dvě oblouk dělí na dvě části. V pravé části se nachází schodiště s klenbami a lunetami a na stěnách se stínovaným kvádrováním. V levé části býval byt správce a nad ním ve třetím patře příležitostně využívaný salonek. Dominantou interiérů je hlavní sál o rozměrech 7×16 metrů, vyzdobený bohatým štukováním. Komunikaci mezi jednotlivými částmi zámečku umožňovalo propojení nad hlavním sálem.

## Dostupnost
Jedna z možných přístupových cest k zámečku je neznačená cesta okolo rybníka od parkoviště u silnice I/40 z Valtic na Poštornou. Turisté se případně také mohou vydat po červené turistické značce z Valtic, pokračující směrem ke kapli sv. Huberta. Délka trasy z valtického náměstí je asi 4 km. Cyklisty sem přivede trojice cyklostezek - 5045 (od zámečku Belveder na Lednici), EV9 (od Valtic ke kapli sv. Huberta) a Knížecí od hraničního přechodu Poštorná/Reinthal na Apollonův chrám.